# پتی هریسون
پتی هریسون (به انگلیسی: Patti Harrison) (زاده ۳۱ اکتبر ۱۹۹۰) بازیگر، کمدین آمریکایی است.
او در فیلم‌هایی مثل باهم باهم و یک لطف ساده ایفای نقش کرده‌است.
او یک زن ترنس است.

## فیلم‌شناسی
فهرست برخی از فیلم‌هایی که پتی هریسون در آن‌ها به ایفای نقش پرداخته‌است:
- یک لطف ساده(۲۰۱۸)
- باهم باهم(۲۰۲۱)
- شهر گمشده(۲۰۲۲)
- مک و ریتا(۲۰۲۲)
- شی‌هالک: وکیل دادگستری (مجموعه تلویریونی)